# ویوورد
وایورت (به هلندی: Wieuwerd) یک منطقهٔ مسکونی در هلند است که در لیتنسرادیل واقع شده‌است. وایورت ۲۷۷ نفر جمعیت دارد.